# Hans Schelkshorn
Hans Schelkshorn (* 3. Juni 1960 in Melk; vollständiger Name: Johann Schelkshorn) ist ein österreichischer Philosoph und römisch-katholischer Theologe. Er ist seit dem 1. Oktober 2016 Vorstand des Instituts für interkulturelle Religionsphilosophie der Universität Wien.

## Leben
Hans Schelkshorn studierte römisch-katholische Theologie, Philosophie und Klassische Philologie an der Universität Wien und an der Eberhard Karls Universität Tübingen. 1989 promovierte er mit der Arbeit Dialogisches Denken und  politische Ethik. Untersuchungen zur Relevanz dialogischen Denkens für eine Gesellschaftsethik bei Friedrich Gogarten, Emil Brunner und Enrique Dussel an der Katholisch-Theologischen Fakultät der Universität Wien im Fachbereich „Christliche Philosophie“. Von 1990 bis 1997 nahm Schelkshorn am Dialogprogramm zwischen der europäischen Diskursethik und der lateinamerikanischen Befreiungsethik teil, das von Raúl Fornet-Betancourt organisiert wurde. Aus diesem Dialog erwuchs die Dissertationsarbeit Diskurs und Befreiung. Studien zur philosophischen Ethik von Karl-Otto Apel und Enrique Dussel, mit der Hans Schelkshorn 1994 am Institut für Philosophie der damaligen Grund- und integrativwissenschaftlichen Fakultät der Universität Wien promovierte. 2007 erfolgte die Habilitation im Fach Philosophie mit einer Arbeit über die Genese der Moderne in der Philosophie der Renaissance und Frühen Neuzeit.
Seit 1990 als Assistent und seit 2000 als Assistenzprofessor tätig, war Schelkshorn von 2007 bis 2019 außerordentlicher Universitätsprofessor am Institut für Christliche Philosophie der Universität Wien. Seit Oktober 2019 ist er Lehrstuhlinhaber und ordentlicher Professor am umbenannten Institut für Interkulturelle Religionsphilosophie. Seit Oktober 2021 ist er Institutsvorstand.
Die langjährige Beschäftigung mit lateinamerikanischer Philosophie führte ihn zu Vortrags- und Forschungsaufenthalten nach Mexiko, Brasilien, Argentinien und Bolivien. Hans Schelkshorn ist Mitbegründer und langjähriger Redaktionsleiter (2001–2009) von Polylog – Zeitschrift für interkulturelles Philosophieren; seit 2014 ist er Präsident der Wiener Gesellschaft für interkulturelle Philosophie (WIGIP).
Im Jahr 2015 warnte er öffentlich vor einer Allianz osteuropäischer Kirchen mit neorechten Parteien.

## Schriften (Auswahl)
Monographien
- Ethik der Befreiung. Einführung in die Philosophie Enrique Dussels. Herder, Freiburg/Basel/Wien 1992.
- Diskurs und Befreiung. Studien zur philosophischen Ethik von Karl-Otto Apel und Enrique Dussel (= Studien zur Interkulturellen Philosophie. Band 6). Rodopi, Amsterdam/Atlanta 1997.
- Entgrenzungen. Ein europäischer Beitrag zum Diskurs der Moderne. Velbrück Wissenschaft, Weilerswist 2009.

Herausgeber
- mit K. Baier, S. Mühlberger und A.K. Wucherer-Huldenfeld: Atheismus heute? – Ein Weltphänomen im Wandel. Evangelische Verlagsanstalt, Leipzig 2001.
- mit Gunter Prüller-Jagenteufel, Franz Helm, Christian Tauchner: Theologie der Befreiung im Wandel. Revisionen – Ansätze – Zukunftsperspektiven (= Concordia Monographien, Band 51). Verlagsgruppe Mainz, Aachen 2010.
- mit Jameleddine Ben Abdeljelil: Die Moderne im interkulturellen Diskurs. Perspektiven aus dem arabischen, lateinamerikanischen und europäischen Denken. Velbrück Wissenschaft, Weilerswist 2012.
- mit Franz Helm und Gunter Prüller-Jagenteufel: Götzendämmerung? Die Zivilisationskrise und ihre Opfer. Dokumentation des 2. internationalen Workshops „Theologie der Befreiung aus europäischer Perspektive“. Wissenschaftsverlag Mainz, Aachen 2013.
- mit Raúl Fornet-Betancourt und Franz Gmainer-Pranzl: Auf dem Weg zu einer gerechten Universalität. Philosophische Grundlagen und politische Perspektiven. Towards a just Universality. Philosophical Foundations and Political Perspectives. Hacia una universalidad justa. Fundamentaciones filosóficas y perspectivas políticas. Dokumentation des X. Internationalen Kongresses für Interkulturelle Philosophie. Wissenschaftsverlag Mainz, Aachen 2013.
- mit Michael Hofer, Christopher Meiller und Kurt Appel: Der Endzweck der Schöpfung. Zu den Schlussparagraphen (§§ 84-91) in Kants Kritik der Urteilskraft. Alber, Freiburg im Breisgau 2013.
- mit Friedrich Wolfram, Rudolf Langthaler: Religion in der globalen Moderne. Philosophische Erkundungen. Vienna University Press, Wien 2014.
- mit Gunter Prüller-Jagenteufel, Franz Helm: Sehnsucht Brot. Auf dem Weg zu einer globalen Tischgemeinschaft. Dokumentation des 3. internationalen Workshops „Theologie der Befreiung aus europäischer Perspektive“ (= Concordia Monographien, Band 64). Wissenschaftsverlag Mainz, Aachen 2015.
- mit Helmuth Vetter, Alfred Dunshirn: Anthropologie der Weisheit. Ein Versuch über den Glaubensbegriff bei Aristoteles. Von Friedrich Wolfram. Holzhausen Verlag, Wien 2016.
- mit Herman Westerink: Reformation(en) und Moderne. Philosophisch-theologische Erkundungen. Vienna University Press bei V&R unipress, Göttingen 2017.
- mit Gunter Prüller-Jagenteufel, Rita Perintfalvi: Macht und Machtkritik. Beiträge aus feministisch-theologischer und befreiungstheologischer Perspektive (= Concordia Monographien, Band 70). Wissenschaftsverlag Mainz, Aachen 2018.
- mit Herman Westerink: Themenheft Religious Experience, Secular Reason and Politics around 1900. Sources of the Contemporary Turn to Spirituality des Interdisciplinary Journal for Religion and Transformation in Contemporary Society, Jg. 5 (2019), Heft 1, Brill, Leiden.
- mit Rudolf Langthaler: Okzidentale Konstellationen zwischen Glauben und Wissen. Beiträge zu Jürgen Habermas’ Auch eine Geschichte der Philosophie. Mit einer Replik von Jürgen Habermas, wbg, Darmstadt 2023, ISBN 978-3-534-27658-5 (Band als Open Access).